# التهاب الجنبة

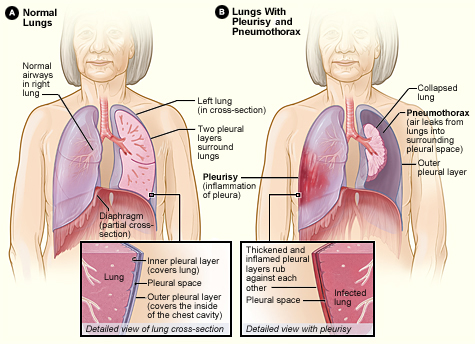
الشكل أ يبين موقع الرئتين، المسالك الهوائية، الجنبة، و الحجاب الحاجز. الشكل المدرج يبين عرضًا تفصيليًا للطبقتين الجنبيتين و جوف الجنبة. الشكل ب يعرض رئتين مصابتين بالتهاب الجنبة واسترواح الصدر(وجود الهواء أو الغاز في التجويف الصدري). الشكل المدرج يبين عرضًا تفصيليًا لرئة مصابة بالعدوى يصحبها التهاب في طبقات الجنبة وازياد في سمك هذه الطبقات.

التهاب الجنبة أو ذات الجنب أو الشوصة أو الكَشَح أو البرسام (بالإنجليزية: pleurisy أوpleuritis)‏ يعرف بأنه التهاب الجنبة، والجنبة هي البطانة المحيطة بالرئتين. توجد العديد من الأسباب المحتملة لالتهاب الجنبة ولكن الأخماج الفيروسية (حالات العدوى الفيروسية) المنتشرة من الرئتين إلى الجوف الجنبي تعد السبب الأكثر شيوعًا. في كل مرة تتوسع فيها الرئتان من أجل تنفس الهواء تحتك فيها الطبقات الجنبية الملتهبة ببعضها البعض. وقد يؤدي ذلك إلى ألم حاد عند التنفس يعرف بـ ألم الصدر المتعلق بالتهاب الجنبة.

## الأعراض و العلامات
العرَض المميز لالتهاب الجنبة هو ألم مفاجئ حاد طاعن مصحوب بشيء من الحرقة أو قد يكون ألمًا غير حاد في الجهة اليمنى أو اليسرى من الصدر[ ؟ ] أثناء التنفس و خاصة أثناء عمليتي الشهيق والزفير. يكون الألم أسوأ أثناء التنفس العميق، السعال، العطاس والضحك، ومن المحتمل أن يبقى الألم في موضع واحد أو ينشر ليصل الكتف أو الظهر، وفي بعض الأحيان قد يصبح ألمًا خفيفًا مستمرًا غير حاد.
بالاعتماد على المسبب، ألم الصدر المتعلق بالتهاب الجنبة قد يكون مصحوبًا بعدد من الأعراض منها:
- سعال جاف.
- حمّى و قشعريرة.
- تنفس ضحل سريع.
- ضيق التنفس.
- تسرّع القلب.
- التهاب الحلق يليه ألم وتورم في المفاصل.

## المسببات

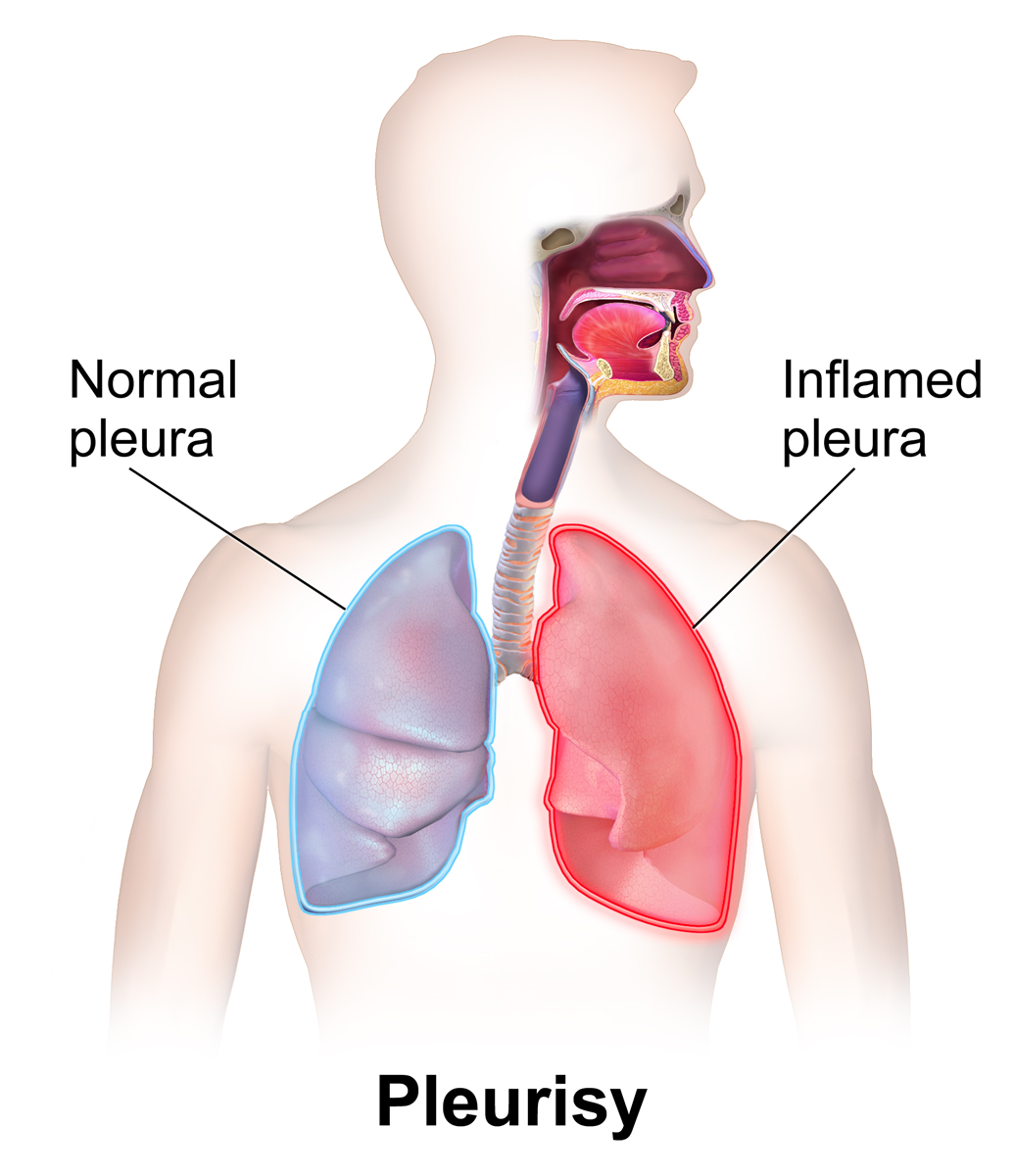
التهاب الجنبة

البطانات الجنبية و الجوف الجنبي (محددة باللون الأزرق)

من الممكن أن يتم اجتياح وملأ جوف الجنبة بسائل، هواء، وجسيمات من أجزاء مختلفة من الجسم مما يعقد إلى حد ما عملية التشخيص. تعد العدوى الفيروسية (فيروس كوكساكي، لقاحات الفيروسة المخلوية الثانوية، الفيروسة مضخمة الخلايا، فيروس غدى، فيروس إبشتاين-بار، نظيرة النزلة الوافدة، النزلة الوافدة) أكثر مسبب شائع لالتهاب الجنبة، مع ذلك، هناك عدة ظروف أخرى من الممكن أن تسبب ألم الصدر المتعلق بالتهاب الجنبة:
- تسلخات الأبهري[ ؟ ].
- اضطرابات المناعة الذاتية مثل الذأب الحمامي المجموعي (أو الذأبة الحمامية الناتجة عن استخدام بعض الأدوية)، التهاب الكبد ذاتي المناعة والتهاب المفاصل الروماتويدي.
- العدوى البكتيريا التي يصاحبها الالتهاب الرئوي والسل.
- إصابات الصدر (اختراق الصدر بأداة حادة).
- حمى البحر المتوسط العائلية: حالة موروثة تسبب غالبا حمى وتورم في البطن أو الرئتين.
- عدوى طفيلية أو فطرية.
- جراحة قلبية وخاصة عملية مجازة الشريان التاجي.
- مشاكل قلبية (الإقفار، التهاب التامور).
- أمراض الأمعاء الالتهابية.
- سرطان الرئة وسرطان الغدد الليمفاوية.
- أمراض رئوية أخرى مثل: الليفية الكيسية، الساركويد، داء الأسبست، وورم المتوسطة.
- استرواح الصدر.
- الانصمامات الرئوية وهي عبارة عن جلطات دموية تدخل الرئتين.

عندما يمتلأ الفراغ بين الطبقتين الجنبيتين بالسوائل في حالة انصباب الجنبة فإن هذا الامتلاء يساعد على تخفيف ألم الصدر، لكنه في المقابل سيؤدي إلى ضيق في التنفس؛ وذلك لأن الرئتين بحاجة إلى مساحة للتوسع أثناء التنفس. بعض حالات ألم الصدر الجنبي تكون مجهولة السبب، مما يعني أن السبب الدقيق للألم لا يمكن تحديده.

## التشخيص
تشخيص التهاب الجنبة أو أي حالة تتعلق بالجنبة يستند إلى السيرة الطبية للمريض، الفحص البدني والفحوصات التحليلية. الهدف من ذلك استبعاد أي مصادر أو احتمالات أخرى للأعراض التي يحملها المريض، ولإيجاد مسبب التهاب الجنبة للتمكن من علاج الاضطراب الكامن.

### الفحص البدني
يستخدم الطبيب السماعات ليستمع إلى تنفس المريض، هذه الطريقة تكشف عن أي أصوات غير اعتيادية في الرئتين. شخص يعاني من التهاب الجنبة قد تكون الطبقات الجنبية لديه ملتهبة، وهذا ينتج عنه صوت خشن مشخبط عند احتكاك هذه الطبقات مع بعضها البعض أثناء التنفس. يطلق على ذلك الاحتكاك الجنبي.

### الفحوصات التحليلية
بالاعتماد على نتائج الفحص البدني قد تنجز بعض الفحوصات التحليلية في بعض الأحيان.

#### فحص الصدر بالأشعة السينية
عند فحص الصدر بالأشعة السينية يتم أخذ صورة للقلب و الرئتين، قد تظهر الصورة هواء أو سائلًا في الجوف الجنبي، قد تظهر أيضًا مسبب التهاب الجنبة (التهاب الرئتين، ضلع مكسور، ورم رئوي).
في بعض الأحيان تؤخذ صورة الأشعة السينية أثناء استلقاء المريض على الجهة التي تؤلمه، هذه الطريقة في التصوير تظهر سائلًا بالإضافة إلى تغيرات في موقع هذا السائل التي لا تظهر في صورة الأشعة السينية التي أخذت بشكل عامودي.

## فحص الدم
تكشف فحوصات الدم عن عدوى بكتيرية أو فيروسية، التهاب الرئتين، حمى الروماتيزم، الانصباب الرئوي، و الذئبة.

### تخطيط كهربية القلب ECG
اختبار تخطيط كهربية القلب يحدد إذا كانت حالة القلب تساهم في أعراض المرض أم لا.

### الصوت الفائق
يستخدم تخطيط الصدى موجات الصوت لابتكار صورة معينة. قد تظر الصورة موقع السائل في الصدر. قد تظهر أيضًا بعض الأورام. بالرغم من أن الصوت الفائق قد يكشف عن السائل المتواجد حول الرئتين (المعروف بالانصباب الرئوي) فإن موجات الصوت تتشتت بسبب الهواء. لذلك لا يمكن الحصول على صورة فعلية للرئتين من خلال تخطيط الصدى.

### التصوير المقطعي
يوفر التصوير المقطعي صورة منتجة عن طريق الحاسوب للرئتين والتي يظهر من خلالها أكياس من السائل، تظهر الصورة أيضًا علامات لالتهاب الرئة، خراج الرئة أو ورم في الرئة.

### التصوير بالرنين المغناطيسي
يعرف التصوير بالرنين المغناطيسي أيضًا بالرنين المغناطيسي النووي الجزيئي الحيوي، تستخدم هذه التقنية أحجار مغناطيس فائقة القوة لعرض الانصباب الجنبي والأورام.

### الغاز الدموي الشرياني
عند أخذ عينة من الغاز الدموي الشرياني تؤخذ كمية قليلة من الدم في الشريان، وغالبًا تؤخذ عينة الدم من المعصم، بعد ذلك يتم التحقق من مستويات الأكسجين وثاني أكسيد الكربون في عينة الدم، هذا الاختبار يبين مدى قدرة الرئتين على أخذ الأكسجين.

### بزل الصدر

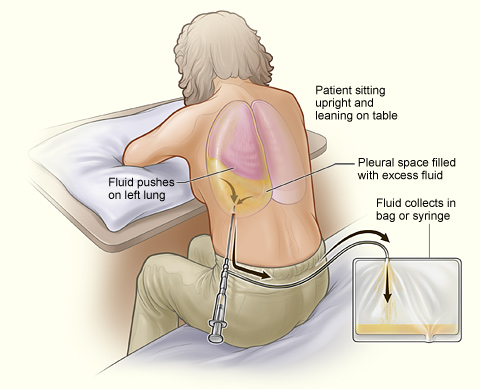
يوضح الرسم شخصًا يجتاز إجراء بزل الصدر، يجلس المريض بشكل معتدل ويتكأ على طاولة، يتم بعد ذلك سحب الكمية الزائدة من السائل الموجود في الجوف الجنبي إلى كيس ما.

عندما يشتبه بوجود كمية زائدة من السائل في الجوف الجنبي أو حدوث انصباب رئوي، وعند التأكيد على موقع هذا السائل يتم أخذ عينة من هذا السائل للفحص. الإجراء الذي يتم من خلاله إزالة السائل من الصدر يطلق عليه بزل الصدر التحليلي. يقوم الطبيب بإدراج إبرة صغيرة أو أنبوب بلاستيكي مجوف في جدار الصدر و يقوم بسحب السائل.
يمكن إجراء بزل الصدر في مكتب الطبيب أو في المشفى. يستخدم الصوت الفائق هنا لإرشاد الإبرة إلى السائل المحصور في تجاويف صغيرة حول الرئتين.
بزل الصدر لا يسبب مضاعفات خطيرة في العادة. بشكل عام تؤخذ صورة الأشعة السينية للصدر بعد إجراء بزل الصدر لتقييم حالة الرئتين. بعض المضاعفات المحتملة لبزل الصدر تتضمن ما يلي:
- نزيف وكدمات في المنطقة التي أدخلت الإبرة فيها. في بعض الحالات النادرة قد يحدث النزيف داخل أو حول الرئتين. يستطيع الطبيب أن يستخدم أنبوبًا صدريًا لتصريف الدم. بعض الحالات تستلزم الجراحة.
- عدوى في المنطقة التي أدخلت فيها الإبرة.
- تعرض الكبد أو الطحال للأذى (في حالات نادرة).
- ألم.
- استرواح الصدر أو تراكم الهواء في الجوف الجنبي مصحوبًا برئة منهارة جزئيًا أو كليًا. في بعض الأحيان يدخل الهواء من خلال الإبرة أو تقوم الإبرة بصنع ثقب في الرئة. في العادة يسد هذا الثقب بنفسه. و لكن في بعض الأحيان قد يتراكم الهواء حول الرئة مما يؤدي إلى انهيارها. بإمكان أنبوب صدري أن يتخلص من الهواء مما يعطي الرئة الفرصة للتوسع مجددًا.

يتم فحص سائل الرئة تحت المجهر لتقييم وجود أي نوع من المواد الكيميائية فيه، ولتقييم لونه وبنيته. درجة صفاء السائل تعد مؤشرًا للعدوى، السرطان، أو أي حالات أخرى قد تسبب تراكم السائل أو الدم في الجوف الجنبي.

### الخزعة
إذا اشتبه بوجود السل أو السرطان يتم أخذ قطعة صغيرة من الجنبة لفحصها تحت المجهر للوصول إلى تشخيص حاسم و نهائي. يطلق على هذا الإجراء الخزعة.
يوجد العديد من الأساليب المتاحة لأخذ عينة من النسيج:
- إدراج إبرة في الجلد الموجود على الصدر لإزالة عينة صغيرة من الطبقة الخارجية للجنبة.
- إدراج أنبوبة صغيرة مصحوبة بضوء في نهايتها (منظار داخلي) بهدف رؤية الجنبة. من الممكن الحصول على قطع صغيرة من النسيج من خلال المنظار الداخلي.
- إزالة عينة من الجنبة من خلال قص صغير في جدار الصدر. يطلق على هذا الإجراء خزعة الجنبة المفتوحة. يتم هذا الإجراء في العادة إذا كانت العينة المأخوذة من إبرة الخزعة صغيرة جدًا لغايات التشخيص الدقيق.

## العلاج
للعلاج عدة أهداف منها:
- تخفيف الأعراض.
- إزالة السائل، الهواء أو الدم من الجوف الجنبي.
- علاج الحالات الكامنة.

### الإجراءات
إذا كانت كمية السائل، الهواء أو الدم كبيرة، ولم يتم إزالتها من الجوف الجنبي؛ فإن ذلك سيؤدي إلى انهيار الرئة.
فيما يلي الإجراءات الجراحية المستخدمة لسحب السائل، الهواء أو الدم من الجوف الجنبي:
- أثناء إجراء بزل الصدر يتم إدراج إبرة أو أنبوب بلاستيكي رفيع و مجوف خلال أضلاع الصدر من الخلف حتى تصل جدار الصدر. يتم إرفاق محقان لسحب السائل خارجًا من الصدر. يمكن من خلال هذا الإجراء إزالة 6 أكواب (1.5 لتر) من السائل في كل مرة.
- عند تواجد كميات أكبر من السائل لإزالتها فإنه يتم إدراج أنبوب صدري في جدار الصدر. يقوم الطبيب بحقن مسكن موضعي للألم في منطقة جدار الصدر بعيدًا عن موقع السائل. يتم بعد ذلك إدراج أنبوب بلاستيكي في الصدر بين ضلعين. ثم يتم وصل الأنبوب إلى صندوق يقوم بامتصاص السائل خارجًا. تؤخذ صورة أشعة سينية للصدر للتحقق من موقع الأنبوب.
- يتم استخدام أنبوب صدري أيضًا لسحب الدم والهواء من الجوف الجنبي. وقد يَستغرق هذا الإجراء عدة أيام. يتم ترك الأنبوب في مكانه، وعادة يضطر المريض للبقاء في المشفى أثناء هذا الإجراء.
- يحتوي السائل في بعض الأحيان على صديد سميك أو جلطات دموية، وقد يكون السائل جلدًا أو قشرًا صلبًا. لتحطيم الصديد أو الجلطات الدموية يقوم الطبيب باستخدام أنبوب صدري لوضع أدوية معينة في الجوف الجنبي. يطلق على هذه الأدوية اسم الفبرينات. إذا لم يتمكن الطبيب من التخلص من الصديد والجلطات الدموية وسحبها خارجًا فإنه يضطر إلى إجراء جراحة.

### الأدوية
يتم استخدام زوجين من الأدوية لتخفيف أعراض التهاب الجنبة:
- الباراسيتامول (أسيتامينوفين)، أو عوامل مضادة للالتهاب للتحكم بالألم وتقليل الالتهاب. الاندوميتاسين (الاسم التجاري إندوسين) هو الدواء الوحيد الذي تمت دراسته فيما يتعلق بتخفيف التهاب الجنبة.[18]
- أشربة السعال القائمة على الكوديين للتحكم بالسعال.

قد يكون لاستخدام الكورتيكوستيرويد (يستخدم في علاج التهاب الجنبة السلي) التاكروليموس (أو بروجراف)، والميثوتريكسات (تريكسال أو روماتريكس) دور في علاج التهاب الجنبة. ما زالت الحاجة لدراسات لإضافية لهذه الأدوية قائمة.

### تغييرات في نمط المعيشة
الإجراءات التالية قد تكون مفيدة في إدارة التهاب الجنبة:
- الاستلقاء على الجانب المؤلم قد يعطي المريض شعورًا أفضل بالراحة.
- التنفس بعمق والسعال للتخلص من المخاط مما يساعد على تخفيف الألم، وإلا فإن التهاب الرئتين قد يحدث.
- الحصول على قسط من الراحة.

### معالجة المسبب
من الناحية المثالية فإن معالجة التهاب الجنبة يتم عن طريق القضاء على المسبب الكامن للمرض.
- إذا كان السائل الجنبي حاملًا لعدوى فإن العلاج سيشمل استخدام المضادات الحيوية وسحب السائل. إذا كانت العدوى هي السل أو عدوى فطرية فإن العلاج سيتضمن استخدامًا مطولًا للمضادات الحيوية أو الأدوية المضادة للفطريات.
- إذا كان السائل ناتجًا عن أورام في الجنبة فإنه من المحتمل أن يتراكم السائل من جديد وبصورة سريعة بعد أن تم سحبه. تقوم الأدوية المضادة للأورام بمنع أي تراكم إضافي للسائل. إذا لم تجدي هذه الأدوية نفعًا فإن الطبيب يقوم بسد الجوف الجنبي. يطلق على هذا الإجراء الالتصاق الجنبي. يشمل الالتصاق الجنبي على تصريف كل السوائل خارج الصدر باستخدام أنبوب صدري. يتم إدراج مادة من خلال الأنبوب الصدري إلى الجوف الجنبي. تعمل هذه المادة على إثارة سطح الجنبة مما يسبب ضغط الطبقتين الجنبيتين وانغلاقهما مما يعني عدم توفر أي مساحة لتراكم أي سائل إضافي.
- تستخدم المعالجة الكيميائية أو المعالجة بالأشعة لتقليص حجم الأورام.
- فشل القلب الاحتقاني يسبب تراكم السائل. علاج ذلك يتضمن عادة أدوية مدرة للبول.

علاج التهاب الجنبة يعتمد على أصل المرض ومنشئه، ويتم وصفه من قبل الطبيب اعتمادًا على تقييمه الفردي. الباراسيتامول (أسيتامينوفين)، والأموكسيسيلين، أو أي مضادات حيوية أخرى مستخدمة في حالة العدوى البكتيرية هي علاجات شائعة تمنح من قبل الأطباء للتخفيف من الأعراض الأولية للمرض والألم في الصدر. أما حالات العدوى الفيروسية فإنها تشفى وحدها دون الحاجة إلى تدخل طبي. تستخدم الأدوية الغير ستيرويدية المضادة للالتهابات (يفضل استخدام الإندوميتاسين) كعوامل للتحكم بالألم.

### علاجات بديلة
عدد من الأدوية البديلة أو التكميلية يتم فحصها ودراستها للإلمام بخصائصها المضادة للالتهاب، واستخدامها في علاج التهاب الجنبة. حتى هذا الوقت لم يتم تجريب هذه المركبات سريريًا.
مستخلصات من الطب الشعبي البرازيلي وخاصة من زهرة تعرف ب (Wilbrandia ebracteata (Taiuia والتي أظهرت أثرًا في تقليل الالتهاب في الجوف الجنبي للفئران. يعتقد أن المستخلص يثبط من عمل الإنزيم سيكلوكسجيناز-2 مشابهًا في ذلك الأدوية الغير ستيرويدية المضادة للالتهاب. بنفس الطريقة قام مستخلص من جذور النبتة البرازيلية Petiveria alliacea بتقليل الالتهاب في فأر مصاب بالتهاب الجنبة. قلل المستخلص أيضًا من الإحساس بالألم عند الفئران. وجد أن مستخلصًا مائيًا من زهرة معروفة باسم Solidago chilensis يقلل أيضًا من الالتهاب في فأر مصاب بالتهاب الجنبة.
وجد أيضًا أن محلولًا مستخلصًا من جذر نبتة الصقلاب الدرني له آثار علاجية على التهاب الجنبة.

## مشاكل ذات صلة بالتهاب الجنبة
غالبًا ما يكون التهاب الجنبة مرافقًا لبعض المضاعفات التي تؤثر على الجوف الجنبي.

### الانصباب الجنبي
تحدث بعض حالات التهاب الجنبة بسبب وجود كميات زائدة من السائل الذي يتراكم في الجوف الجنبي. يطلق على هذه الحالة اسم الانصباب الجنبي. عادة ما يرغم تراكم السائل الطبقتين الجنبيتين على الانفصال لذلك لا تحتك الطبقتان ببعضهما البعض أثناء التنفس. ويؤدي ذلك إلى تخفيف ألم التهاب الجنبة. من الممكن لكمية كبيرة من السائل الزائد أن تدفع الجنبة باتجاه الرئة أو جزء من الرئة مما يؤدي إلى انهيارها. وقد يؤدي ذلك إلى صعوبة في التنفس.
في بعض حالات الانصباب الجنبي يحتوي السائل على عدوى مما يؤدي إلى تحوله إلى خراج. يطلق على هذه الحالة اسم دُبَيلَة.
الانصباب الجنبي الذي يتضمن مواد مفرزة فبرينية في السائل من الممكن أن يطلق عليه اسم التهاب الجنبة الفبريني. يحدث التهاب الجنبة الفبريني أحيانًا في المراحل المتأخرة من التهاب الجنبة. من الممكن أن يحدث عند الشخص انصباب جنبي وإن لم يكن يعاني من التهاب الجنبة. من الأمثلة على ذلك: التهاب الرئة، السكتة القلبية، السرطان أو الانصمام الرئوي كل هذه الحالات قد تؤدي إلى انصباب الجنبة في غياب الاتهاب الجنبي.

### استرواح الصدر
وكما يتراكم السائل في الجوف الجنبي فإنه من الممكن أيضًا تراكم الهواء أو الغاز فيه، يطلق على هذه الحالة اسم استرواح الصدر، تنشأ هذه الحالة من حدوث إصابة حادة في الرئة أو مرض رئوي مثل الانتفاخ، كما أن الإجراءات التي يتم تطبيقها على الرئتين مثل: الجراحة، سحب السائل باستخدام الإبرة، فحص الرئة من الداخل باستخدام ضوء وكاميرا أو التهوية الميكانيكية تسبب أيضًا استرواح الصدر.
العَرَض الأكثر شيوعًا لاسترواح الصدر هو ألم مفاجئ في جانب واحد من الرئة وضيق في التنفس، قد يعرض استرواح الصدر الرئة إلى الضغط مما قد يسبب انهيارها، وإذا كان استرواح الصدر صغيرًا فإنه قد يذهب ويعالج من تلقاء نفسه، أما إذا كان كبيرًا فإن أنبوبًا صدريًا يوضع خلال الجلد وجدار الصدر ليصل إلى الجوف الجنبي لإزالة الهواء منه.

### تدمي الجنبة
من الممكن أن يتجمع الدم أيضًا في الجوف الجنبي، يطلق على هذه الحالة اسم تدمي الجنبة، و السبب الأكثر شيوعًا لهذه الحالة هو تعرض الصدر لضرر ناتج من قوة خشنة أو جراحة أجريت للقلب أو الصدر. قد يحدث تدمي الجنبة أيضًا عند الأشخاص الذين يعانون من سرطان الرئة أو سرطان الجنبة.
قد يعرض تدمي الجنبة الرئة للضغط وبالتالي انهيارها، و قد يسبب أيضًا حالة تعرف بالصدمة وهي حالة من نقص انسياب الدم الواصل إلى الأعضاء.

## التنبؤ
التهاب الجنبة واضطرابات الجنبة المتعددة قد تكون خطيرة وجدية بالاعتماد على المسبب لها، بشكل عام فإن علاج التهاب الجنبة له تنبؤ ممتاز ولكن إن تركت الحالة بلا علاج فإنه قد تسبب مضاعفات حادة وبليغة، فعلى سبيل المثال قد يؤدي ترك الحالة إلى مرض القلب الرئوي والذي يظهر فيه التهاب الذراعين والساقين والذي يؤدي بدوره إلى فشل القلب، إذا تم تشخيص الظروف التي سببت التهاب الجنبة أو أي اضطرابات أخرى متعلقة بالجنبة على نحو ملائم وتم علاجها مبكرًا فإنه من المتوقع أن يشفى المريض شفاء تامًا. قد تطلب المساعدة من طبيب الرئة (طبيب أخصائي بالجهاز التنفسي في المملكة المتحدة وأستراليا) من أجل معالجة السبب الكامن والتخطيط لإعادة تأهيل المريض بعد معالجة المرض.